# Auguste François Julien Herbin
Pour les articles homonymes, voir Herbin.
Auguste François Julien Herbin, né à Paris le 13 mars 1783 où il est mort le 30 décembre 1806, est un orientaliste français.

## Biographie
Un des premiers élèves de l'École des langues orientales, il rédige à l'âge de 16 ans une grammaire arabe intitulée Développement des principes de la langue arabe moderne qui sera publiée en 1803. 

## Publications
- Développement des principes de la langue arabe moderne, 1803
- Notice sur Hafiz, 1806
- Dictionnaire arabe-français et français arabe, non daté
- Histoire des poètes persans, non daté
- Traité sur la musique des arabes, non daté
- Synonymes arabes, non daté